# Владимир Вујиновић
Владимир Вујиновић (Сомбор, 1976) српски је књижевник из Сомбора.

## Биографија
Владимир Вујиновић је рођен 1976. године у Сомбору. У родном граду и данас живи и ради. Као хонорарни новинар писао је књижевне и филмске критике за Yellow Cab, Б92, разне портале, блогове и веб-сајтове. Вујновић је водио блог посвећен књижевности sledecadobraknjiga.com.
Писао је поезију и кратку прозу која је штампана у књижевним часописима и у различитим изборима прича. Касније се опредељује за писање романа. Године 2014. је објавио електронску књигу Стварност Ивана Карамазова.
До сада је објавио два романа: Јутарња звезда 2019. године у издању Отворене књиге, и Сламар 2022. године у издању  Лагуне из Београда.

### Романи
Владимир Вујиновић је до сада објавио два романа:
- Јутарња звезда (2019)
- Сламар (2022)

### Електронска књига
- Стварност Ивана Карамазова (2014)